# Silent Letter
Silent Letter é o oitavo álbum de estúdio da dupla folk-rock America, lançado pela Capitol Records, em 1979.
Este é o primeiro disco lançado após a saída de Dan Peek da banda (que até então era um trio). É também o primeiro disco da banda lançado pela Capitol e o último a ser produzido por George Martin.
Uma das características mais marcantes do álbum é a perda da sonoridade folk-rock da banda, devido ao uso mais amplo da guitarra elétrica no lugar dos tradicionais violões. As músicas da banda deste disco em diante tendem para o pop-rock. Outra característica está no que se refere à composição das músicas, que antes era realizada apenas pelos membros-fundadores do trio, com raras exceções, e que agora passa a ser bastante mista e não-restrita aos dois membros-fundadores remanescentes (Dewey Bunnell e Gerry Beckley).
O álbum não obteve tanto sucesso nos Estados Unidos, alcançando apenas o 110º lugar na parada de álbuns da Billboard. Do álbum saíram três singles, sendo eles: "Only Game in Town" (107º lugar no Billboard Pop), "All My Life", que fez grande sucesso na Ásia, e "All Around" (48º e 45º lugares no Billboard Adult Contemporary, respectivamente).

## Faixas
| N.º | Título              | Compositor(es)                                   | Duração |  |
| 1.  | "Only Game in Town" | Casey Kelly, Cohen, Julie Didier, Lewis Anderson | 4:15    |  |
| 2.  | "All Around"        | Gerry Beckley, Dewey Bunnell                     | 3:17    |  |
| 3.  | "Tall Treasures"    | Beckley, Bunnell                                 | 3:18    |  |
| 4.  | "1960"              | Beckley                                          | 3:07    |  |
| 5.  | "And Forever"       | Bunnell                                          | 3:08    |  |
| 6.  | "Foolin'"           | Beckley, Steve Fataar                            | 2:49    |  |
| 7.  | "All Night"         | Bunnell                                          | 3:13    |  |
| 8.  | "No Fortune"        | Beckley                                          | 3:18    |  |
| 9.  | "All My Life"       | Beckley                                          | 3:04    |  |
| 10. | "One Morning"       | Bunnell                                          | 2:15    |  |
| 11. | "High in the City"  | Beckley, Bunnell                                 | 2:54    |  |

## Singles
- "Only Game in Town" / "High in the City"
- "All My Life" / "One Morning"
- "All Around" / "1960

## Paradas musicais
Álbum
| Ano  | Parada                       | Posição |
| ---- | ---------------------------- | ------- |
| 1979 | Billboard (América do Norte) | 110     |

Singles
| Ano  | Single                                   | BB Pop | BB AC | RW |
| ---- | ---------------------------------------- | ------ | ----- | -- |
| 1979 | "Only Game in Town" / "High in the City" | 110    | —     | —  |
| 1979 | "All My Life" / "One Morning"            | —      | 48    | —  |
| 1979 | "All Around" / "1960"                    | —      | 45    | 93 |

Legenda:
BB Pop – Billboard Pop / Hot 100 Singles Chart

BB AC – Billboard Adult Contemporary Chart

RW – Record World Singles Chart